# Nyssodesmus limonensis
Nyssodesmus limonensis är en mångfotingart som först beskrevs av Carl Graf Attems 1899.  Nyssodesmus limonensis ingår i släktet Nyssodesmus och familjen Platyrhacidae. Inga underarter finns listade i Catalogue of Life.